# 11 mai 1944
Le jeudi 11 mai 1944 est le 132e jour de l'année 1944.

## Naissances
- Geoff Pimblett, joueur de rugby à XIII anglais
- Rolf Peterson, kayakiste suédois
- Michael Grätzel, chimiste suisse d'origine allemande
- Élisabeth Chabin, artiste peintre française

## Décès
- Max Uhle (né le 25 mars 1856), archéologue allemand
- Florine Stettheimer (née le 29 août 1871), artiste américaine
- Leon Kozłowski (né le 6 juin 1892), archéologue et homme politique polonais
- Léon Geismar (né le 15 juillet 1895), haut fonctionnaire français, administrateur colonial
- Walter Oesau (né le 28 juin 1913), aviateur allemand de la guerre d'Espagne et de la Seconde Guerre mondiale

## Autres événements
- Sortie américaine du film Les Blanches Falaises de Douvres
- Les Alliés lancent une grande offensive contre les forces de l'Axe tout au long de la ligne Gustave.
  - Déclenchement de la Bataille du Monte Cassino